# 시흥중학교 (경기)
시흥중학교(始興中學校)는 대한민국 경기도 시흥시 정왕동에 있는 공립 중학교이다.

## 학교 연혁
- 1997년 9월 1일 : 개교(초대 최경혁 교장 취임), 2학급 인가(1, 2학년)
- 1999년 2월 12일 : 제1회 졸업 (93명)
- 2005년 3월 1일 : 28학급 인가(10, 9, 9학급)
- 2011년 2월 10일 : 제13회 졸업(339명) (전체 졸업생수 3,740명)
- 2022년 9월 1일 : 제12대 조원택 교장 취임
- 2023년 1월 5일 : 제25회 졸업식(205명)
- 2024년 3월 4일 : 제27회 입학식(232명)

## 참고 자료
- 시흥중학교 - 한국교육학술정보원 학교알리미